# St. Bartholomäus und Jakobus (Steinau)

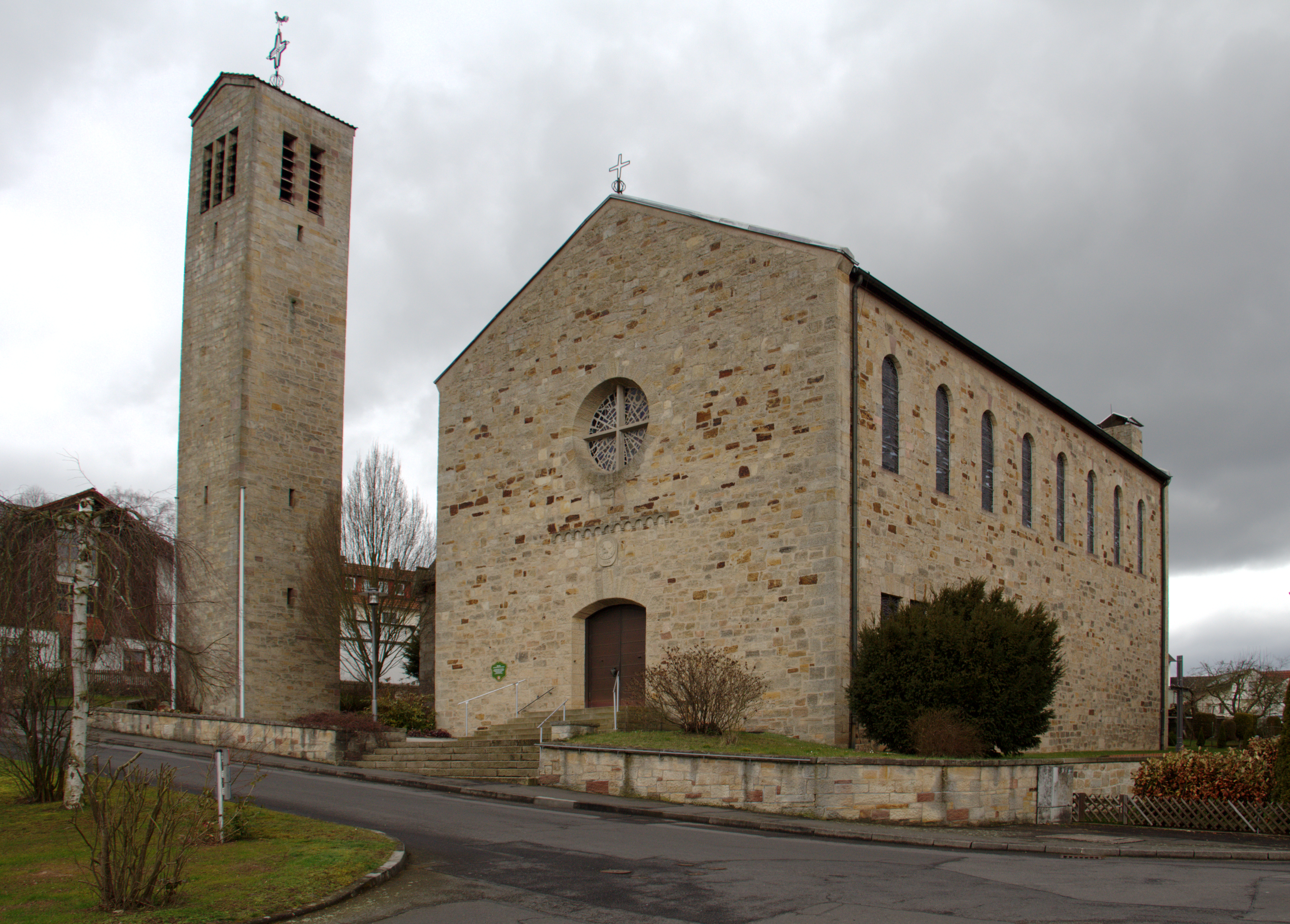
St. Bartholomäus und Jakobus (Steinau)

Die katholische Filialkirche St. Bartholomäus und Jakobus ist ein denkmalgeschütztes Kirchengebäude in Steinau, einem Ortsteil der Gemeinde Petersberg im Landkreis Fulda  (Hessen). Sie ist Filiale der Pfarrei St. Lioba im Dekanat Fulda des Bistums Fulda.

## Beschreibung
Die heutige Saalkirche aus Quadermauerwerk wurde 1960 anstelle eines 1704–08 errichteten Vorgängers nach einem Entwurf von Albert Flügel gebaut. Der Campanile steht abseits der Südwestecke des Kirchenschiffs, an das sich nach Norden ein eingezogener, rechteckiger Chor anschließt. Zur Kirchenausstattung gehört der Hochaltar, der aus der 1786 abgebrochenen Kirche des Jesuitenkollegs Fulda stammt. Auf der Predella ist die Kreuztragung, auf dem Altarretabel die Kreuzigung und auf dem Altarauszug die Kreuzabnahme dargestellt. Die Orgel mit 17 Registern, 2 Manualen und Pedal wurde 1963 von Wolfgang Hey gebaut.